# Prix de la critique (AQCT)
 (février 2019).
Si vous disposez d'ouvrages ou d'articles de référence ou si vous connaissez des sites web de qualité traitant du thème abordé ici, merci de compléter l'article en donnant les références utiles à sa vérifiabilité et en les liant à la section « Notes et références ».
Depuis 1985, le prix de la Critique de l'Association québécoise des critiques de théâtre (AQCT) est attribué tous les ans par les membres de l'association. Les finalistes sont désignés par un vote alors que les lauréats sont choisis à la suite d'une discussion.

## Histoire
Faisant l'objet d'un gala jusqu'en 1992, cette remise de prix est désormais accomplie par voie de communiqué.
De 1997 à 2004, deux catégories existaient : meilleure production de Québec et meilleure production de Montréal. Depuis 2005, plusieurs catégories se sont ajoutées.

## Lauréats

### Saison 2012-2013[1]
Liste des prix de la Critique (AQCT) 2012-2013, chacun suivi des finalistes.

#### Catégorie Montréal
- Le IShow, de Sarah Berthiaume, Édith Patenaude et Gilles Poulin-Denis, dans une mise en scène de Maxime Carbonneau, Philippe Cyr et Laurence Dauphinais, une production des Petites Cellules Chaudes ;
- Des Couteaux dans les poules, de David Harrower, traduit par Jérôme Hankins, dans une mise en scène de Catherine Vidal, une production du Groupe de la Veillée ;
- Cinq visages pour Camille Brunelle, de Guillaume Corbeil, dans une mise en scène de Claude Poissant, une production du Théâtre PÀP.

#### Catégorie «Québec»
- Trainspotting, d’Irvine Welsh, traduit et adapté par Wajdi Mouawad, dans une mise en scène de Marie-Hélène Gendreau, une production du Collectif FIX
- Tout ce qui tombe, de Véronique Côté, dans une mise en scène de Frédéric Dubois, une coproduction du Théâtre des Fonds de Tiroirs et du Théâtre du Trident
- Les Chaises, d’Eugène Ionesco, dans une mise en scène de Bertrand Alain, une production du Théâtre de la Bordée

#### Catégorie «Mise en scène - Montréal»
- Catherine Vidal, pour Des couteaux dans les poules de David Harrower, traduit par Jérôme Hankins, une production du Groupe de la Veillée
- Marie Brassard, pour La fureur de ce que je pense, de Nelly Arcan, une production du Théâtre Espace Go
- Louis-Karl Tremblay, pour Les Atrides, de Sophocle, Euripide, Sénèque et Eschyle, une production du Théâtre Point d’Orgue

#### Catégorie «Mise en scène - Québec»
- Bertrand Alain, pour Les Chaises, d’Eugène Ionesco, une production du Théâtre de la Bordée
- Philippe Savard, pour merZsonaTe, de Kurt Schwitters, une production du Club pour l'Amélioration de la Culture
- Frédéric Dubois, pour Tout ce qui tombe, de Véronique Côté, une coproduction du Théâtre des Fonds de Tiroirs et du Théâtre du Trident

#### Catégorie «Texte original - Montréal»
- Cinq visages pour Camille Brunelle, de Guillaume Corbeil, publié chez Leméac et produit par le Théâtre PÀP
- Un, de Mani Soleymanlou, publié à L’Instant Même et produit par la compagnie Orange Noyée
- Christine, la reine-garçon, de Michel Marc Bouchard, publié chez Leméac et produit par le Théâtre du Nouveau Monde

#### Catégorie «Texte original - Québec»
- Tout ce qui tombe, de Véronique Côté, publié chez Leméac et coproduit par le Théâtre des Fonds de Tiroirs et le Théâtre du Trident.
- Charme, de Joëlle Bond, inédit et produit par la compagnie Le petit luxe
- Le « K » Buster, de Raphaël Posadas, inédit et produit par le 7981 Théâtre

#### Catégorie «Jeunes publics»
- 2h14, de David Paquet, dans une mise en scène de Claude Poissant, une production des Créations Ad Vitam
- Clara dans les bois, de Pier-Luc Lasalle, dans une mise en scène d’Hélène Blanchard, une production du Théâtre des Confettis
- Appels entrants illimités, de David Paquet, dans une mise en scène de Benoît Vermeulen, une production du Théâtre Le Clou

#### Catégorie «Hors Québec»
- Conte d'amour, d’Anders Carlsson, dans une mise en scène de Markus Öhrn, une coproduction des compagnies Institutet et Nya Rampen (Suède et Allemagne) présentée au Festival TransAmériques
- GOB SQUAD’S KITCHEN (YOU’VE NEVER HAD IT SO GOOD), de Johanna Freiburg, Sean Patten, Berit Stumpf, Sarah Thom, Bastian Trost (de) et Simon Will, une production de la Gob Squad (Allemagne et Royaume-Uni) présentée au Complexe Méduse (à l’occasion du Mois Multi) et à l’Usine C
- Un Ennemi du peuple, d’Henrik Ibsen, adapté par Florian Borchmeyer, dans une mise en scène de Thomas Ostermeier, une production de la Schaubühne am Lehniner Platz (Allemagne) présentée au Festival TransAmériques et au Carrefour international de théâtre de Québec

#### Catégorie «Interprétation féminine — Montréal»
- Juliette Plumecocq-Mech et Marie-Armelle Deguy, pour leurs rôles dans Quartett de Heiner Müller, traduit par Jean Jourdheuil et Heinz Schwarzinger, dans une mise en scène de Florent Siaud, une production de la compagnie Les songes turbulents
- Louise Marleau, pour son rôle dans Jocaste reine de Nancy Huston, dans une mise en scène de Lorraine Pintal, une coproduction du Théâtre du Nouveau Monde et du Théâtre de la Bordée
- Céline Bonnier, pour son rôle dans Christine, la reine-garçon, de Michel Marc Bouchard, dans une mise en scène de Serge Denoncourt, une production du Théâtre du Nouveau Monde

#### Catégorie «Interprétation masculine — Montréal»
- Mani Soleymanlou, pour son rôle dans Un de Mani Soleymanlou, dans une mise en scène de Mani Soleymanlou et Alice Ronfard, une production de la compagnie Orange Noyée
- Renaud Lacelle-Bourdon, pour son rôle dans Robin et Marion d’Étienne Lepage, dans une mise en scène de Catherine Vidal, une coproduction du Théâtre d'Aujourd'hui et du Théâtre I.N.K.
- Patrice Dubois, pour son rôle dans Bienveillance de Fanny Britt, dans une mise en scène de Claude Poissant, une coproduction du Théâtre PÀP et des Productions À tour de rôle

#### Catégorie «Interprétation féminine — Québec»
- Alexandrine Warren, pour son rôle dans Hamlet de William Shakespeare, traduit par Jean-Marc Dalpé, dans une mise en scène de Marie-Josée Bastien, une production du Théâtre de la Bordée
- Anne-Marie Cadieux, pour son rôle dans L’Homme atlantique (et La Maladie de la mort) de Marguerite Duras, dans une mise en scène de Christian Lapointe, une coproduction du Théâtre Péril, de Recto-Verso, du Théâtre français du Centre national des Arts et du Festival TransAmériques
- Nancy Bernier, pour son rôle dans Les chaises, d’Eugène Ionesco, dans une mise en scène de Bertrand Alain, une production du Théâtre de la Bordée

#### Catégorie «Interprétation masculine — Québec»
- Lucien Ratio, pour son rôle dans Trainspotting d’Irvine Welsh, traduit et adapté par Wajdi Mouawad, dans une mise en scène de Marie-Hélène Gendreau, une production du Collectif FIX
- Jean-Michel Déry, pour son rôle dans Viande de Maxime Robin, dans une mise en scène de l’auteur, une production de la compagnie La Vierge folle
- Réjean Vallée, pour son rôle dans Les Chaises d’Eugène Ionesco, dans une mise en scène de Bertrand Alain, une production du Théâtre de la Bordée